# U-S-A!
「U-S-A！」是一句以美國（美利堅合眾國，United States of America）縮寫組成的複誦式口號，廣泛用來表達美國人的民族自豪感，以及為國家體育隊打氣。這句口號亦經常在各類社區活動中出現，尤其在政治集會上更為常見。自出現以來，這句口號的評價一直存在分歧：有人視之為展現美國團結與愛國精神的有力象徵，亦有人批評其帶有沙文主義的傾向。

## 起源
「U-S-A」這句呼喊的首宗有紀錄使用，可追溯至1918年，地點為賓夕凡尼亞州黎巴嫩的伯利恆鋼鐵。

## 體育
1936年夏季奧林匹克運動會的紀錄片《奧林匹亞：民族的節日》中，1500米決賽及跳遠比賽期間已可聽見現場觀眾呼喊「U-S-A！」。1972年夏季奧林匹克運動會，美國對陣蘇聯的男子籃球決賽期間，亦有記錄顯示現場響起類似呼聲。1979年10月，當匈牙利與美國在布達佩斯交鋒時，觀眾亦曾高呼此口號。
這句口號在1980年冬季奧林匹克運動會冰球比賽中廣為人知。在美國以7比3擊敗捷克斯洛伐克的次場比賽中，觀眾首次集體高呼「U-S-A！U-S-A！」，為美國隊助威。當時美國戰勝世界頂級強隊之一，掀起全場熱潮。此口號其後成為美國隊賽事上的固定口號。當美國爆冷擊敗被視為奪金大熱的蘇聯職業球隊一役，更令這呼聲傳遍全國，這場比賽亦被譽為「冰上奇蹟」。美國其後再戰勝芬蘭，成功奪得金牌。

## 職業摔角
在職業摔角界裡，「鋸木工」吉姆·達根以在比賽中高喊「U-S-A！」並帶動全場觀眾跟著齊聲呼喊而聞名。這句呼聲亦常被摔角迷用作嘲諷劇情設定中敵視美國的角色，例如來自加拿大的布雷特·哈特，他曾深得美國粉絲喜愛，但在1997年的一段爭議劇情中背棄美國，轉而貶抑當地觀眾；又如保加利亞出生的魯塞夫，當時被設定為俄羅斯代表人物，於2014至2015年間公開效忠俄羅斯及其總統弗拉基米爾·普京，並與其經理人拉娜一同貶低美國。最近的一個例子是凱文·歐文斯，他在《第33屆摔角狂熱大賽》中打敗克里斯·傑利可奪得WWE美國冠軍後，自封為「美國之臉」，儘管他其實來自加拿大滿地可附近的小鎮。他時常在節目中強調加拿大優於美國，有時更會以母語法語發言，以此激起反派熱度。
這句口號亦常見於觀眾為那些以親美角色為噱頭的摔角手打氣時，例如霍克·霍肯，即使他的對手並非來自外國。

## 政治
1969年5月，「U-S-A」的呼喊在捷克斯洛伐克比爾森響起，用以紀念該城市在第二次世界大戰末期由美國與波蘭部隊解放。在1984年美國總統選舉期間，時任美國總統朗奴·列根多場競選集會上均可聽見群眾呼喊「U-S-A！」。其後，這呼喊在他整個總統任期內的各項活動中亦不時出現，包括他到訪威斯康辛州華盛頓港期間。

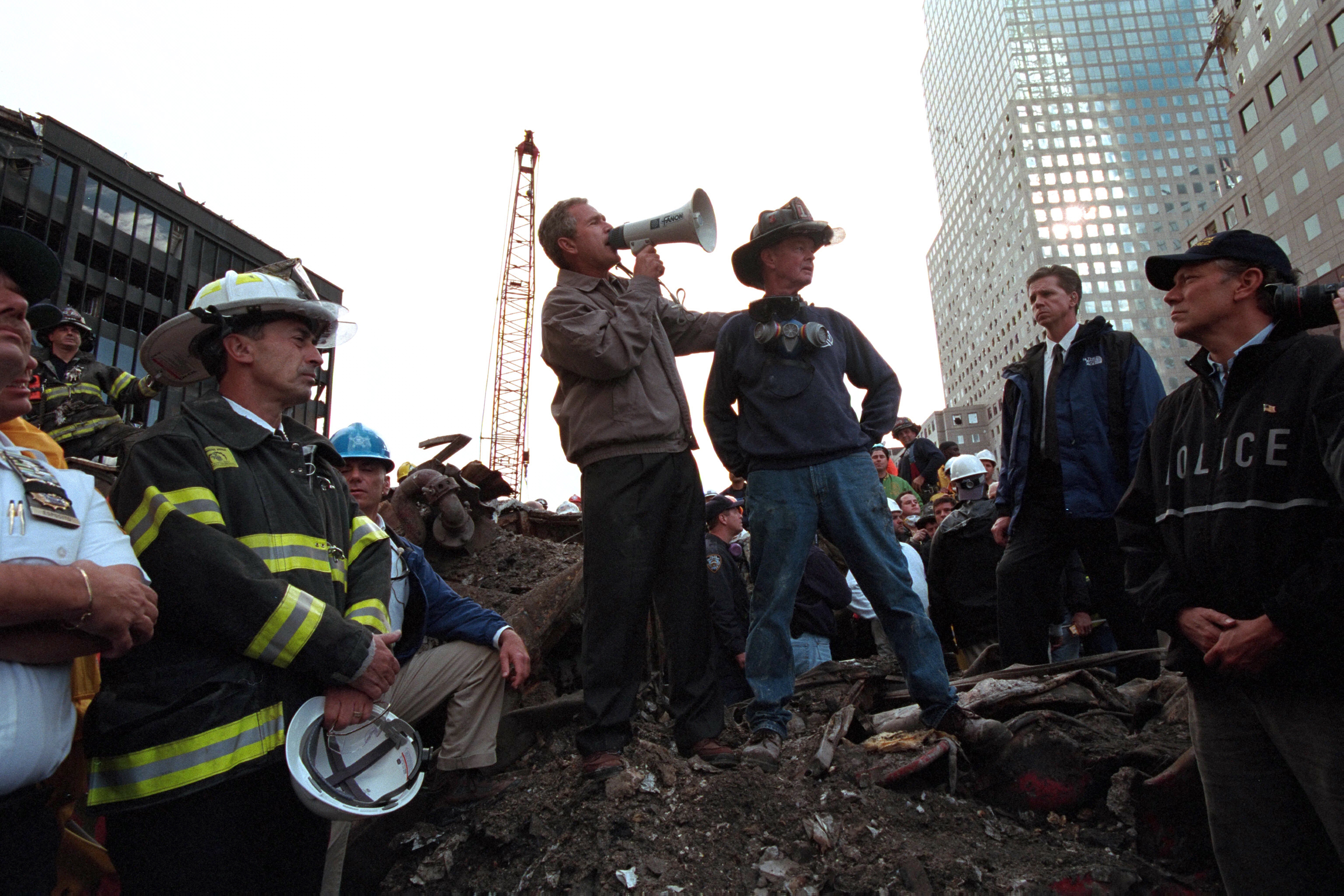
2001年9月14日，美國總統喬治·W·布殊在世界貿易中心遺址保證，來自全國要求正義的呼聲將被聽見。在總統講話後，救援人員歡呼並高呼「U-S-A、U-S-A」。

2001年911事件發生後，「U-S-A」口號在體育活動中的愛國儀式上再度興起；當喬治·W·布殊總統於事發後一星期到訪世界貿易中心遺址時，現場亦出現此口號。2001年世界大賽首場比賽開球為好球時，全場觀眾隨即高呼「U-S-A！」。

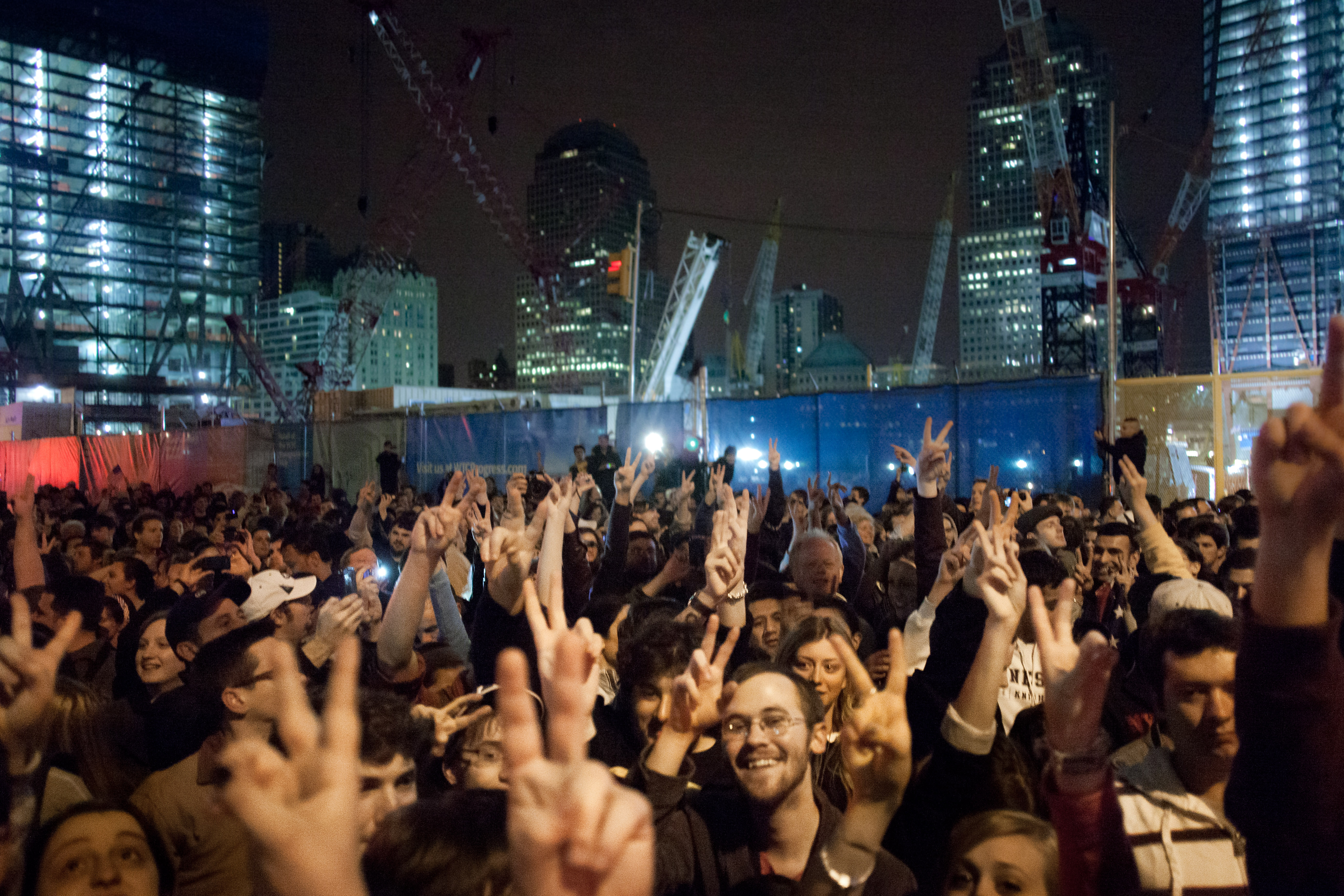
本·拉登被擊斃後，世界貿易中心遺址的群眾慶祝場面

2011年5月1日，當時任總統巴拉克·奧巴馬宣佈基地組織共同創辦人奥薩馬·本·拉登在巴基斯坦遭美軍擊斃後，白宮外立即聚集大批群眾，高呼「U-S-A！」表達振奮情緒。就在宣佈前幾分鐘，紐約市民已帶同美國國旗和餐具，自發聚集於時代廣場與「零地帶」（即世貿雙子塔原址），不斷高聲呼喊「U-S-A！」以慶祝這場象徵性軍事勝利。當晚唯一一場進行中的美國職業棒球大聯盟比賽費城費城人對紐約大都會的賽事中，觀眾亦在新聞傳出時齊聲高呼此口號。同日於佛羅里達州坦帕舉行的2011年WWE極限規則摔角賽中，當時的WWE冠軍莊·先拿在場上宣佈本·拉登被擊斃的消息後，全場亦爆發「U-S-A」呼喊聲。

## 其他
「U-S-A！」這句口號不時被英格蘭足球球迷在面對曼聯時高喊，諷刺該球會由美國人擁有，而擁躉普遍不滿球會背負龐大債務。對方球迷藉此提醒曼聯支持者其球會的財務問題。利物浦亦曾有類似情況，直至球會被蘇格蘭皇家銀行收購才逐漸平息。不過，這句口號在英國亦有正面用法，例如當美國球員添·侯活在愛華頓或克里斯蒂安·普利希奇為車路士表現出色時，英國球迷亦會高喊「U-S-A！」表達欣賞。
在美國情景喜劇《歡樂酒店》一集中，角色伍迪·博伊德得知一名試圖追求其女友的法國男子簽證逾期，將會被驅逐出境後，興奮地帶領眾人高呼「U-S-A！」慶祝。在美國清談節目《傑瑞·斯布林格秀》中，觀眾在節目經典呼聲「Jer-ry! Jer-ry!」之後，有時會突如其來地齊聲高喊「U-S-A！」。《辛普森一家》的荷馬·辛普森亦經常在幾乎任何值得慶祝的時刻高呼「U-S-A」，通常伴隨汽車鳴笛與閃燈。《酒吧五傑》中，「U-S-A！」亦會在角色們構思新計劃時響起，作為興奮與士氣提升的象徵。
2015年12月，當SpaceX首次成功讓「獵鷹9號」火箭的第一級助推器安全降落時，場內員工高聲齊呼「U-S-A！」。翌年4月，公司更首次成功將同型火箭回收至海上駁船，場內亦再度出現同樣呼喊。
2025年教宗良十四世就職彌撒前，作為歷來首位美國籍教宗，他首次乘坐教宗座駕於聖伯多祿廣場巡遊期間，現場響起「U-S-A！」的口號，甚至還有群眾呼喊「芝加哥白襪！」。